# Ardisia hagenii
Ardisia hagenii là một loài thực vật thuộc họ Myrsinaceae. Đây là loài đặc hữu của Panama.